# 刘争
刘争(1900年—1931年)，原名宜酌，化名王和鼎，湖南省南县东乡丰财北垸人，中共党员，龙华二十四烈士之一。

## 生平
早年入读南县简易师范讲习所，1919年入北京留法勤工俭学预备学校学习，与何长工同学，后因父亲病逝，返回故里教书。1925年春，考入黄埔军校第四期，毕业后回湖南，被何长工邀请到华容县任农民自卫队教官，中国国民党清党后到上海，在华德路小学任教。1930年入党，在沪东下海庙一带从事党的秘密工作。1930年9月刘争与何长工取得联系，动身进入红区，因封锁严密，未能进入，复回华德路小学。1931年1月18日在华德路小学与贺治平同时被捕，2月7日在龙华牺牲，时年31岁。